# 세기항공
세기항공(世記航空, Air Century)은 대한민국에 존재했던 항공사이다. 1967년부터 파이퍼 PA-28 체로키(en)기를 이용한 항공운송업을 개시하다가, 1969년 8월 22일 경기도 안성에서 이 항공사 소속의 항공기가 추락하는 사고로 운항이 정지되었다. 1969년 10월 7일에는 서울-제천간 노선에 노선점검운항을 하였고, 10월 13일 영업행위가 아닌 운항으로 김포-강릉 구간을 운항하며 영업 재개를 모색하였으나, 끝내 범한항공으로 넘어갈 때까지 2년동안 영업운항을 하지 못하였다. 1971년 10월 범한항공(汎韓航空)에 인수되었다.
범한항공은 1971년 9월 23일 부정기 항공사업 허가를 받았다. 12월 1일 노선 운항허가 없이 안동등에서 매표를 한 사실이 발각되어 12월 9일 경고 처분을 받아, 이듬해 1972년 4월 초 면허가 취소되었다.

## 과거 운항지
| 도시                                                             | 공항 IATA | 공항 ICAO | 공항 이름  | 비고   |
| ---------------------------------------------------------------- | --------- | --------- | ---------- | ------ |
| 서울/김포 \|\| align=center\|GMP\|\|align=center\|RKSS \|\| 김포 |           |           |            |        |
| 대구 \|\| align=center\|TAE \|\| align=center\|RKTN \|\| 대구    |           |           |            |        |
| 부산/김해 \|\| align=center\|PUS\|\|align=center\|RKPK \|\| 김해 |           |           |            |        |
| 광주 \|\| align=center\|KWJ \|\| align=center\|RKJJ \|\| 광주    |           |           |            |        |
| 창원                                                             | CHF       | RKPE      | 진해비행장 |        |
| 양양                                                             | SHO       | RKND      | 속초공항   |        |
| 포항 \|\| align=center\|KPO \|\| align=center\|RKTH \|\| 포항    |           |           |            |        |
| 충주                                                             | N/A       | N/A       | 충주비행장 | [ 9 ]  |
| 안동                                                             | N/A       | N/A       | 안동비행장 | [ 10 ] |
| 제천                                                             | N/A       | N/A       | 제천비행장 |        |